# Distrito de Huachocolpa (Huancavelica)

## Ubicación y límites
El Distrito peruano de Huachocolpa es uno de los diecinueve distritos de la Provincia de Huancavelica, ubicada en el Departamento de Huancavelica, bajo la administración del Gobierno Regional de Huancavelica, en la zona de los andes centrales del Perú.  Limita por el norte con los distritos de Pilpichaca y Santa Inés; por el sur con los distritos de Ccochaccasa y Lircay; por el este con Carhuapata del distrito de Lircay y, por el oeste con Huancavelica y Santa Bárbara.

## Historia
Huachocolpa es un distrito de la ciudad de Huancavelica que fue fundada el 4 de agosto de 1570 por el virrey Francisco de Toledo, recibió el nombre de Villarrica de Oropesa.
El distrito fue creado mediante Ley n.º 229 del 29 de octubre de 1953, en el gobierno del Presidente Manuel A. Odría.

## Capital
Huachocolpa es una localidad peruana, en la Provincia de Huancavelica, situada a 3990 m de altitud, en la confluencia de los ríos Atoccmarca y Totora, cuenca del río Huachocolpa (5 278 m). El Huachocolpa recorre el término municipal antes de unirse al Mantaro. Coordenadas Longitud oeste: 75°2′11″ (O) Latitud sur: 12° 25' 51 10" (S). Ubigeo: 090106. Entre sus centros educativos destaca la escuela 36020 y el colegio Ricardo Palma Soriano.

## Economía
Posee agricultura fría con cereales y papas (patatas), y una importante cabaña ganadera. Tiene industrias lácteas, de cueros y pieles, de harinas y aguardientes.
Una actividad importante la constituye la minería. Sus principales asientos mineros son: Minas BUENAVENTURA (PLOMO-ZINC,cobre
), Minas CAUDALOSA CHICA (PLOMO-ZINC,cobre) y Minas ANGELICA (PLOMO,plata blanca, cobre)

## Autoridades

### Municipales
- 2019-2022

Alcalde: Luis Alberto Paquiyauri García.
- 2011-2014[1]
  - Alcalde: Arcadio Juan Huamaní Carhuapoma, Movimiento Independiente Regional Unidos Por Huancavelica (UPH).
  - Regidores: Yene Santiago Cahuana (UPH), José Sotacuro Meza (UPH), Julia Conde Cahuana (UPH),  Tomas Huaira Contreras (Ayni), Aurelio Caso Ticllasuca (Ayni).[2]
- 2007-2010
  - Alcalde: Celso Condori Ramos.[3]

### Policiales
- Comisario:  PNP.

### Religiosas
- Diócesis de Huancavelica[4]
  - Obispo de Huancavelica: Monseñor Isidro Barrio Barrio.[5]
- Parroquia
  - Párroco: Pbro.  .

## Personajes ilustres
Juan de Dios Huamán
Guillermo Caso Inga
Francisco Pérez
Ambrosio Aguirre Ramos

## Festividades
- Marzo / abril: Semana Santa que se inicia el Domingo de Ramos con un acto litúrgico y continúan con procesiones nocturnas.
- Mayo: Fiesta de las Cruces.
- Julio: Fiesta de Santiago Apóstol
- 30 de agosto: Santa Rosa de Lima

de (26-30) de agosto chaco de vicuñas en huachocolpa-hvca-hvca